# Yvias
Yvias (tiếng Breton: Eviaz, Gallo: Ivinyac) là một xã của tỉnh Côtes-d'Armor, thuộc vùng Bretagne, tây bắc Pháp.

## Dân số
Người dân ở Yvias được gọi là Yviasais.